# جايسون ميدوز
جايسون ميدوز (بالإنجليزية: Jason Meadows)‏ هو كاتب أغاني ومغني أمريكي، ولد في 9 يونيو 1971 في كاليرا في الولايات المتحدة.

## وصلات خارجية
- الموقع الرسمي